# Dicranomyia (Dicranomyia) obtusiloba
Dicranomyia (Dicranomyia) obtusiloba is een tweevleugelige uit de familie steltmuggen (Limoniidae). De soort komt voor in het Afrotropisch gebied.